# 허블 딥 필드
|  |  | 알찬 글 후보 검토 진행 중 (참여하기) |

허블 딥 필드(영어: Hubble Deep Field, HDF)는 큰곰자리에 있는 100억 광년 이상 떨어진 은하들이 있는 작은 영역을 말한다. 크기는 2'.5 정도, 즉 천구의 2,400만 분의 1이다. 이는 100미터 거리에서 테니스 공을 바라본 크기와 같다. 허블 딥 필드의 적경은 12h 36m 49.4s, 적위는 +62˚ 12´ 58˝이다. 허블 우주 망원경이 1995년 12월 18일부터 28일까지의 10일 동안, 허블 우주 망원경의 광시야 및 행성 카메라 2(Wide Field and Planetary Camera 2)를 사용해 촬영한 342개의 개별 노출 사진을 결합하여 만들어졌다.
매우 작은 영역을 촬영했기 때문에, 이미지에 보이는 3,000개 이상의 객체는 거의 모두 은하들이며, 그 중 일부는 가장 어린 은하들이자 가장 멀리 있는 은하들 중 하나로 알려져 있다. 많은 수의 매우 어린 은하들을 드러낸 HDF는 초기 우주 연구에서 중요한 이미지로 자리잡았다.
HDF 관측이 이루어진 3년 후, 남반구의 하늘에서도 한 구역을 정해 비슷한 방식으로 촬영하여 이를 허블 딥 필드 사우스(Hubble Deep Field South, HDFS)라고 부른다. 두 지역의 유사성은 우주가 큰 규모에서 균일하다는 믿음을 강화시켰으며, 지구가 우주에서 일반적인 위치를 차지하고 있다는 우주론적 원리를 지지하는 중요한 근거가 되었다. 또한, 더 넓고 얕은 범위의 조사가 대형 망원경 기원 심층 조사(Great Observatories Origins Deep Survey)의 일환으로 수행되었다. 2004년에는 몇 달 간의 빛 노출을 통해 더욱 깊은 이미지를 촬영하였고, 이를 허블 울트라 딥 필드(Hubble Ultra-Deep Field, HUDF)라고 불렀다. HUDF 이미지는 당시 가시광선에서 가장 민감한 천문학적 이미지였으며, 이는 2012년에 허블 익스트림 딥 필드(Hubble eXtreme Deep Field, XDF)가 공개될 때까지 계속해서 가장 민감한 이미지로 남았다.

## 배경

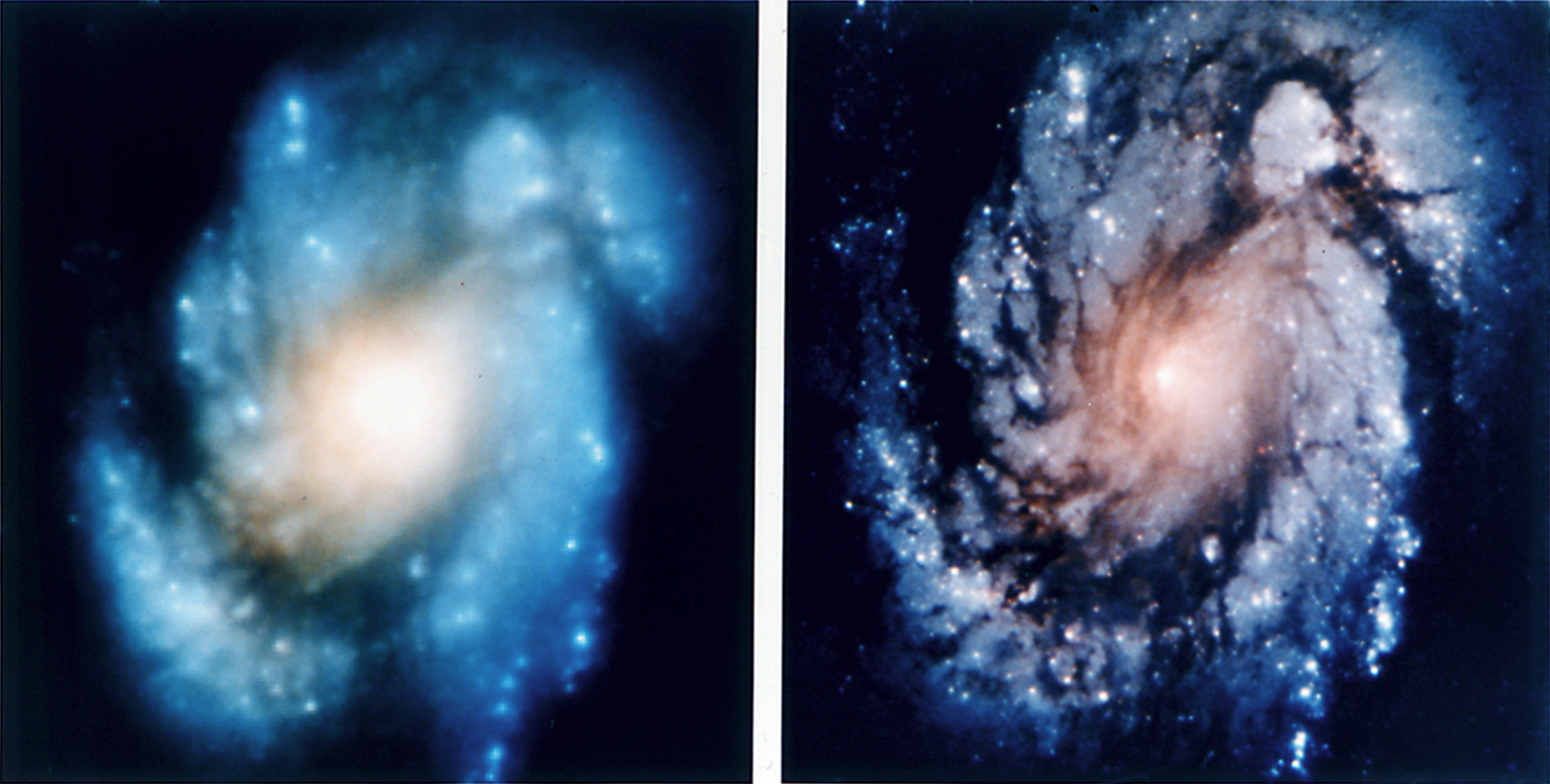
보정 광학 장비가 설치된 이후 허블 우주 망원경의 영상 성능이 극적으로 향상되자, 천문학자들은 매우 먼 은하들을 심도 깊게 촬영하려는 시도를 본격적으로 추진하게 되었다.

허블 우주 망원경을 설계한 천문학자들의 주요 목표 중 하나는, 지상에서는 불가능했던 수준으로 먼 은하들을 고해상도로 관측하는 것이었다. 허블은 대기권 밖에 위치해 있어 대기광의 영향을 받지 않으며, 지상의 망원경보다 훨씬 민감하게 가시광선과 자외선을 관측할 수 있다. 1990년 허블 우주 망원경이 발사되었을 당시 주거울의 구면수차 문제가 있었지만, 여전히 이전에는 불가능했던 먼 은하들의 이미지를 촬영하는 데 사용될 수 있었다. 매우 먼 은하로부터의 빛은 지구에 도달하기까지 수십억 년이 걸리기 때문에, 수십억년 전의 우주를 볼 수 있고, 은하의 진화를 이해할 단서를 얻을 수 있을 것으로 기대한 것이다.
1993년 우주왕복선 STS-61 임무를 통해 구면수차가 보정된 이후, 허블의 영상 성능은 대폭 향상되어 더욱 멀고 희미한 은하를 연구하는 데 활용되었다. 미디엄 딥 서베이(Medium Deep Survey, MDS)는 WFPC2(광시야 및 행성 카메라 2)를 사용하여 다른 기기가 예약된 관측을 수행하는 동안 무작위 하늘 영역을 깊이 촬영하였다. 동시에, 지상 관측을 통해 이미 알려진 은하들에 초점을 맞춘 특별 관측 프로그램도 병행되었다. 이러한 관측 및 연구를 통해 오늘날의 은하와 수십억 년 전 존재했던 은하 사이에 상당한 차이가 있음이 알려지게 되었다.
허블 우주 망원경의 전체 관측 시간 중 최대 10%는 ‘관장 재량 시간(Director’s Discretionary Time)’으로 지정되어 있었는데, 이는 일반적으로 초신성과 같은 예기치 못한 일시적 현상을 연구하고자 하는 천문학자들에게 할당된 시간이었다. 보정 광학 장비가 성공적으로 작동함이 입증된 후, 당시 우주망원경과학연구소 소장이었던 로버트 윌리엄스(Robert Williams)는 1995년 자신의 재량 시간 중 상당 부분을 먼 은하 연구에 투입하기로 결정하였다. 이에 따라 특별 자문 위원회는 고은하위도(high galactic latitude)의 ‘전형적인’ 하늘 영역을 여러 6광학 필터로 촬영할 것을 권고하였다. 곧이어, 이 프로젝트를 구체화하고 실행하기 위한 실무 그룹이 구성되었다.

## 대상 영역 선정

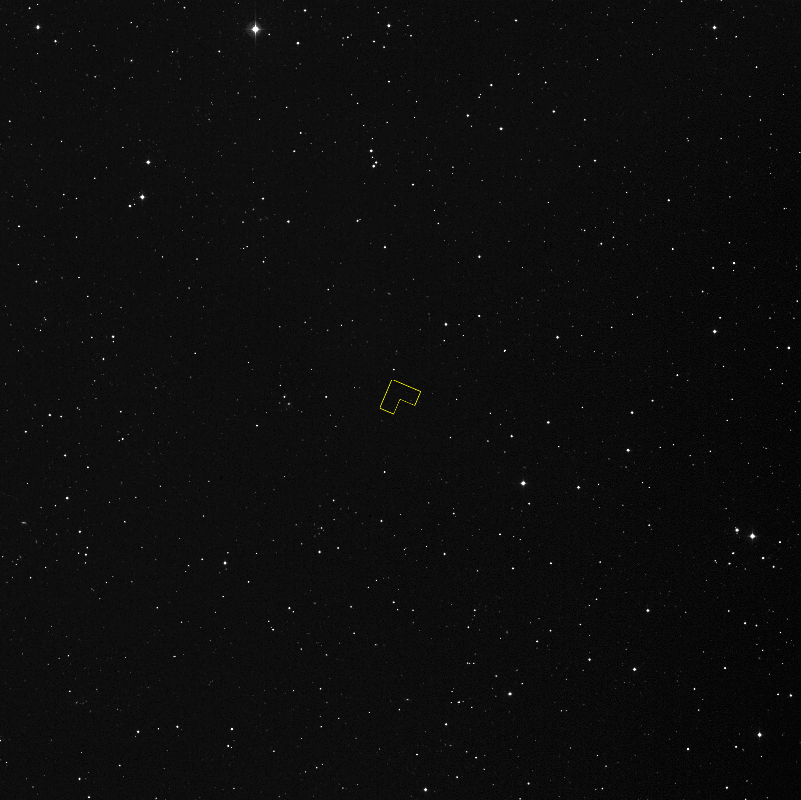
HDF는 이 하늘 1도 가량의 영역의 중심에 위치하고 있다. 지구에서 보았을 때 달은 이 이미지의 약 4분의 1 정도를 차지할 정도의 크기이다.

관측 대상으로 선택된 영역은 여러 기준을 충족해야 했다. 먼저, 은하수 원반 평면 내의 먼지 등 불투명 물질이 먼 은하의 관측을 방해하기 때문에, 은하위도(latitudes)가 높은 곳이어야 했다(회피대). 또한, 심우주에 포함된 천체들을 다양한 파장에서 추후 연구할 수 있도록 하기 위해, 관측 영역은 가시광선, 적외선, 자외선, X선 등에서 이미 알려진 밝은 광원들을 피해야 했고, 중성수소영역 속의 먼지 입자들로부터 방출되는 희미하고 퍼진 적외선 복사 역시 적어야 했다.
이러한 기준들은 대상 영역의 후보지를 크게 제한하였다. 관측 영역은 허블 우주 망원경의 연속 관측 가능 영역(지구나 달에 의해 가려지지 않는 영역) 내에 있어야 했다. 연구진은 북반구의 지상 망원경들이 후속 관측을 수행할 수 있도록 북반구의 연속 관측 영역에 집중하기로 하였다.
이 기준들을 충족하는 후보지는 20개로 추려졌고, 이 중에서 세 개의 최적 후보 영역이 선택되었는데 모두 큰곰자리 내에 있었다. VLA를 이용한 전파 관측을 통해 이들 중 하나는 밝은 전파원이 포함되어 있다는 이유로 제외되었고, 나머지 두 후보 중 최종적인 결정은 가이드 별(망원경의 정밀 유도 센서가 노출 중에 고정할 수 있는 별)의 가용성을 기준으로 이루어졌다. 일반적으로 허블 관측은 인근에 있는 별 두 개를 기준으로 유도 장치를 작동시키는데, HDF 관측의 중요성을 감안하여 작업 그룹은 예비용 가이드 별 세트도 요구하였다. 최종적으로 선택된 관측 영역은 적경 12h 36m 49.4s, 적위 +62° 12′ 58″에 위치하며, 약 2.6 아크분 너비로, 달의 지름의 약 1/12에 해당하고, 전체 하늘 면적의 약 2천4백만 분의 1에 해당하는 크기였다.

## 관측

허블 딥 필드는 그림에 나타난 것 처럼 망원경의 북쪽 영역을 바라보았다.

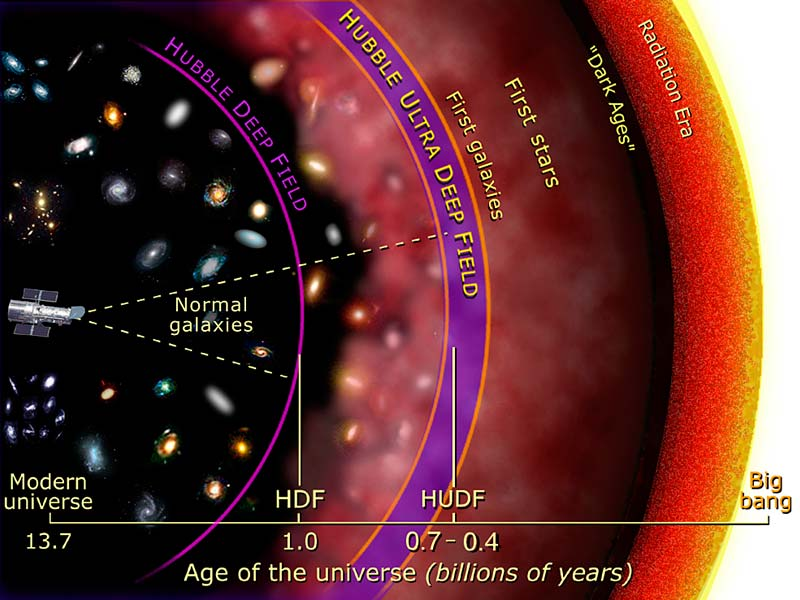
허블 딥 필드(HDF)와 허블 울트라 딥 필드가 관측한 영역을 비교한 그림.

관측 대상 영역이 선정된 후, 구체적인 관측 전략이 수립되었다. 가장 중요한 결정 중 하나는 어떤 필터를 사용할지를 정하는 것이었다. WFPC2는 천체물리학적으로 중요한 특정 방출선을 분리하는 협대역 필터와 별과 은하의 색상을 연구하는 데 유용한 광대역 필터를 포함하여 총 48개의 필터를 탑재하고 있다. HDF 관측에 사용할 필터의 선택은 각 필터의 투과율, 즉, 통과시키는 전체 빛의 비율과 가용한 스펙트럼 범위에 따라 결정되었다. 가능한 한 대역폭이 서로 겹치지 않는 필터들이 바람직했다.
최종적으로 네 개의 광대역 필터가 선택되었는데, 중심 파장은 각각 300 nm(근자외선), 450 nm(청색광), 606 nm(적색광), 814 nm(근적외선)이다. 허블 망원경의 검출기는 300 nm 파장에서의 양자 효율이 상당히 낮기 때문에, 이 파장에서의 관측에서 발생하는 노이즈는 주로 CCD 노이즈이며, 우주배경으로 인한 노이즈는 상대적으로 적었다. 따라서 이 파장의 관측은 다른 파장에서의 효율을 해칠 수 있을 정도로 배경 노이즈가 강해지는 시기에 수행될 수 있었다.
1995년 12월 18일부터 28일까지 약 열흘 동안 허블은 지구를 약 150회 공전하며 선택된 필터로 총 342장의 대상 영역 이미지를 촬영하였다. 각 파장에서의 총 노출 시간은 300 nm에서 42.7시간, 450 nm에서 33.5시간, 606 nm에서 30.3시간, 814 nm에서 34.3시간이었다. 이 노출 시간은 개별 이미지들이 우주선(宇宙線)에 의해 손상되는 것을 방지하기 위해 342개의 개별 노출로 나뉘어 진행되었다. 우주선이 CCD 검출기에 충돌할 경우 밝은 선 형태의 노이즈가 생기기 때문이다. 또한 추가로 10회에 걸친 허블 궤도 공전 동안, 후속 관측을 지원하기 위해 주변 영역에 대한 짧은 노출 촬영도 수행되었다.

## 데이터 처리

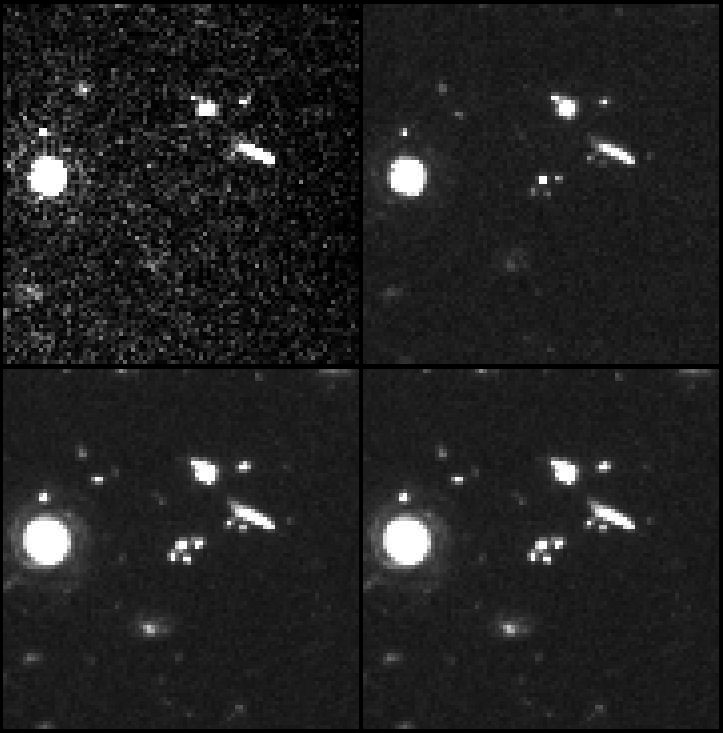
HDF의 일부분(약 14초각 너비)을 구성하는 네 파장에서 촬영된 이미지들은 각각 다음과 같다: 300 nm (왼쪽 상단), 450 nm (오른쪽 상단), 606 nm (왼쪽 하단), 814 nm (오른쪽 하단). 이 네 이미지들은 최종 합성 이미지를 만들기 위해 사용된 것으로, 각기 다른 파장에서 은하들이 어떻게 보이는지를 보여준다.

각 파장에서 측정된 이미지를 보정하고 처리해야했다. 우주선의 충돌로 인해 노출 중에 생긴 밝은 픽셀들은 동일한 길이로 연속적으로 촬영된 노출 이미지들을 비교하여 제거되었다. 하나의 노출에서는 영향을 받았지만 다른 노출에서는 그렇지 않은 픽셀들을 식별하여 제거할 수 있었다. 원본 이미지에는 우주 쓰레기와 인공위성의 궤적도 존재하였는데, 이 역시 제거되었다.
전체 데이터의 약 4분의 1에서는 지구에서 산란된 빛이 나타나 이미지에 "X" 모양의 패턴을 형성하였다. 이러한 산란광은 산란광 영향을 받은 이미지를, 영향을 받지 않은 이미지와 정렬한 후, 이를 빼는 방식으로 제거되었다. 그 결과물은 부드럽게 처리되었고, 밝은 프레임에서 이 이미지를 뺌으로써 산란광이 대부분 제거될 수 있었다.
총 342장의 개별 이미지에서 우주선에 의한 손상을 정리하고 산란광 보정이 완료된 후에는 이들을 결합해야 했다. HDF 관측에 참여한 과학자들은 ‘드리즐링(drizzling)’이라 불리는 기법을 개발하였는데, 이는 노출 간 망원경의 방향을 아주 미세하게 조정하는 방식이다. WFPC2 CCD 칩의 각 픽셀은 0.09초각(arcseconds)에 해당하는 하늘 영역을 기록하지만, 노출 간 망원경의 방향을 이보다 작게 조정하면서 촬영하고, 고도화된 이미지 처리 기술을 통해 이를 결합하면, 최종 각해상도가 이 값보다 우수해진다. HDF에서 생성된 각 파장의 이미지의 픽셀 크기는 최종적으로 0.03985초각을 갖게 되었다.
이러한 데이터 처리를 통해 각각 300 nm, 450 nm, 606 nm, 814 nm 파장에서의 단색 이미지 네 장이 생성되었다. 이 가운데 814 nm 이미지는 적색, 606 nm 이미지는 녹색, 450 nm 이미지는 청색으로 지정되었으며, 세 이미지를 합성하여 컬러 이미지가 만들어졌다. 다만 이 이미지가 촬영된 파장은 실제 인간의 눈으로 인식하는 빨강, 초록, 파랑 파장과 일치하지 않기 때문에, 최종 이미지의 색상은 은하들의 실제 색상을 단지 근사적으로만 나타낸다. 허블 망원경이 촬영한 대부분의 이미지가 그렇듯, HDF에서 선택된 필터 역시 인간의 시각적 인지보다는 과학적 유용성을 극대화하는 것을 우선으로 하여 결정된 것이었다.

## 관측 결과
최종 이미지는 1996년 1월 미국천문학회 회의에서 공개되었으며, 수많은 먼 거리의 희미한 은하들을 보여주었다. 이 이미지들에서는 약 3,000개의 개별 은하가 식별될 수 있었으며, 불규칙 은하와 나선 은하가 명확히 관측되었다. 다만, 시야 내의 일부 은하는 몇 개의 픽셀에 불과할 정도로 작게 보였다. 전체적으로 HDF에는 은하계 전경의 별은 20개 미만으로, 시야 내 대부분의 천체는 우주 심부의 은하들로 판명되었다.
HDF에서는 약 50개의 푸른 점 모양 천체들이 관측되었다. 이들 중 다수는 서로 인접한 은하들과 연관되어 있으며, 사슬 모양이나 호 모양을 이루고 있다. 이러한 구조는 별의 형성이 맹렬히 일어나는 영역으로 추정된다. 일부는 먼 거리의 퀘이사로도 추정되었다. 초기에는 이 점상 천체들이 백색왜성일 수는 없다고 보았는데, 이는 당시 백색왜성 진화 이론에 따르면 이들 천체가 너무 푸르기 때문이었다. 그러나 이후 연구에서는 많은 백색왜성이 나이가 들수록 푸른 색을 띨 수 있다는 사실이 밝혀지면서, HDF에 백색왜성이 포함되어 있을 가능성도 제기되었다.

## 과학적 발견

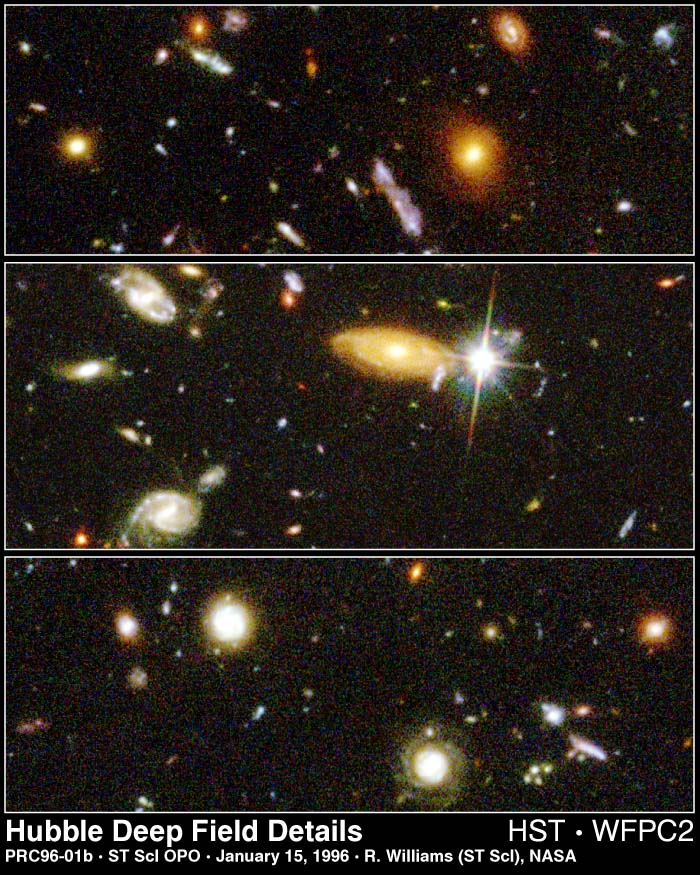
HDF에서 관측된 세부 모습들은 먼 우주에서 발견되는 은하들의 형태, 크기, 색상의 다양성을 잘 보여준다.

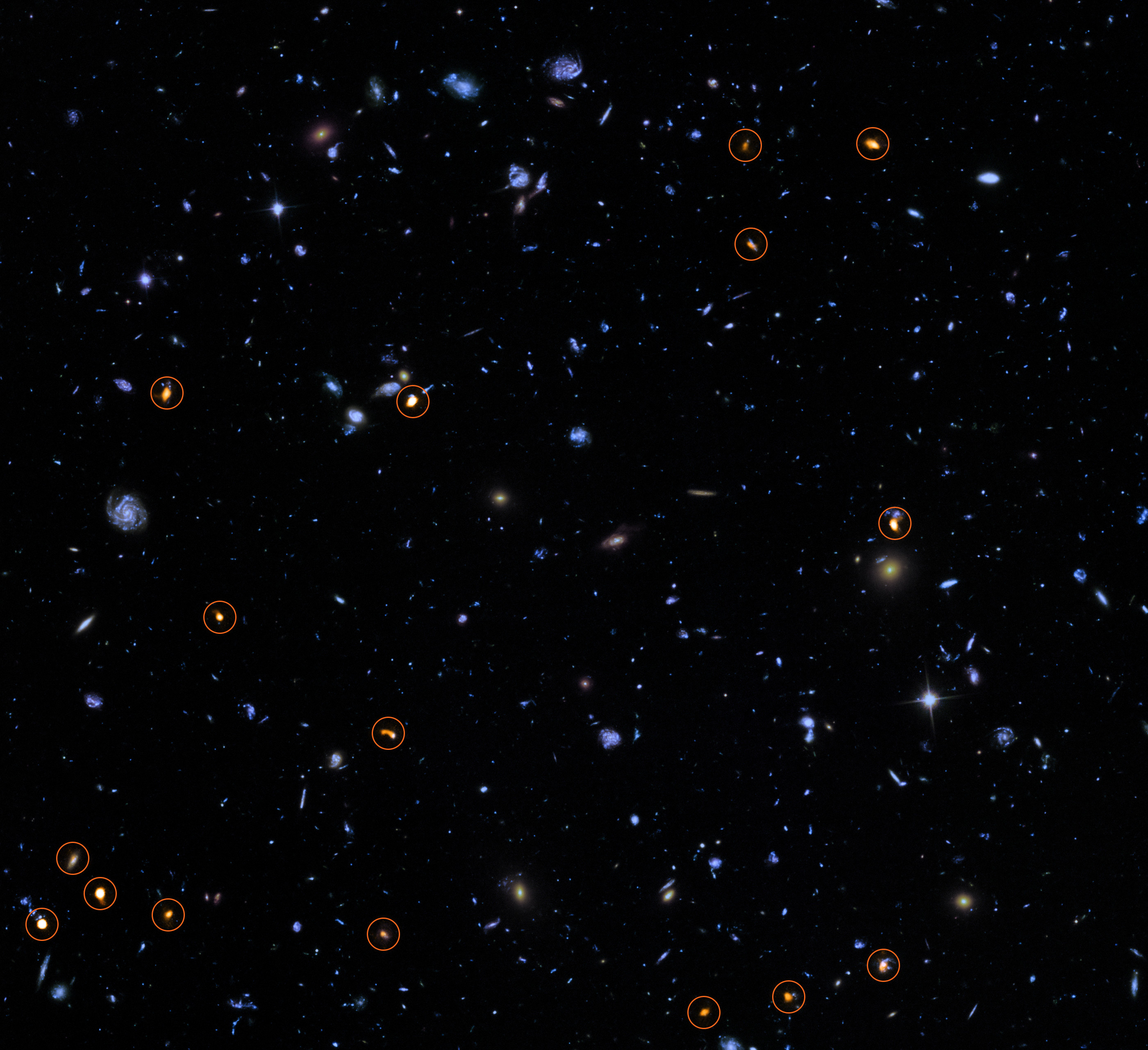
아타카마 대형 밀리미터 간섭계(ALMA)와 허블 우주망원경으로 촬영한 딥 필드를 합성한 사진.

허블 딥 필드에 대한 관측 자료는 우주론의 발전에 크게 기여하여 관련된 학술 논문은 2014년 말까지 900회 이상의 인용을 기록하였다. 이 관측의 가장 근본적인 발견 중 하나는 높은 적색편이 값을 지닌 수많은 은하의 존재였다.
우주가 팽창함에 따라 더 먼 천체일수록 지구로부터 더 빠르게 멀어지게 되는데, 이는 ‘허블-르메트르 법칙’으로 알려져 있다. 매우 먼 은하에서 오는 빛은 우주론적 적색편이의 영향을 크게 받는다. 적색편이가 큰 퀘이사는 이전부터 알려져 있었지만, HDF 이미지가 생성되기 전까지는 적색편이 값이 1을 초과하는 은하는 극히 드물게 발견되었다. 그러나 HDF에는 적색편이가 6에 달하는 은하들이 다수 포함되어 있었는데, 약 120억 광년 떨어진 거리와 상응한다. 이처럼 높은 적색편이로 인해, HDF에서 가장 먼 천체들인 라이먼 브레이크 은하는 허블의 가시광 이미지에서는 실제로 관측되지 않고, 지상 망원경으로 촬영한 장파장의 이미지에서만 검출이 가능하다. 제임스 웹 우주망원경의 초기 관측 계획 중 하나는 허블 울트라 딥 필드의 중적외선 영상 촬영이었다.

2022년 10월 11일, 제임스 웹 우주 망원경은 NASA/ESA 허블 우주 망원경이 오랜 기간 연구해 온 울트라 딥 필드를 약 20시간 이상의 노출로 촬영하였다.

HDF에 담긴 은하들은 현재의 우주에 비해 교란되거나 불규칙한 형태의 은하들이 훨씬 높은 비율로 포함되어 있었다. 초기 우주는 현재보다 훨씬 작았기 때문에 은하 간 충돌과 병합이 더 흔하게 발생했다. 거대한 타원 은하는 나선 은하나 불규칙 은하가 충돌하면서 형성된다고 여겨진다.
다양한 진화 단계에 있는 수많은 은하들의 존재는 우주 역사 전반에 걸친 별 형성률의 변화를 추정할 수 있는 근거를 제공했다. HDF 은하들의 적색편이 값은 다소 거칠게 추정된 것이지만, 천문학자들은 지금으로부터 약 80억~100억 년 전이 별의 형성률이 최고조에 달했던 시기이며, 이후 현재까지 약 10배 정도 감소했다고 보고 있다.
HDF에서 얻어진 또 하나의 중요한 결과는 전경에 위치한 별들의 수가 매우 적었다는 점이다. 오랜 기간 동안 천문학자들은 암흑물질의 본질에 대해 의문을 품어왔다. 암흑물질은 직접 탐지할 수는 없지만, 관측 결과에 따르면 전체 우주 질량의 약 85%를 차지하는 것으로 여겨진다. 당시까지 암흑물질이 ‘거대 천체성 컴팩트 헤일로 물체(MACHO)’, 즉 적색왜성이나 외곽 은하에 존재하는 행성들과 같은 희미하지만 질량이 큰 천체들로 구성되어 있을 수 있다는 가설이 있었다. 그러나 HDF는 우리 은하 외곽에 적색왜성이 다수 존재하지 않는다는 사실을 보여주었다.

## 타 대역대 관측

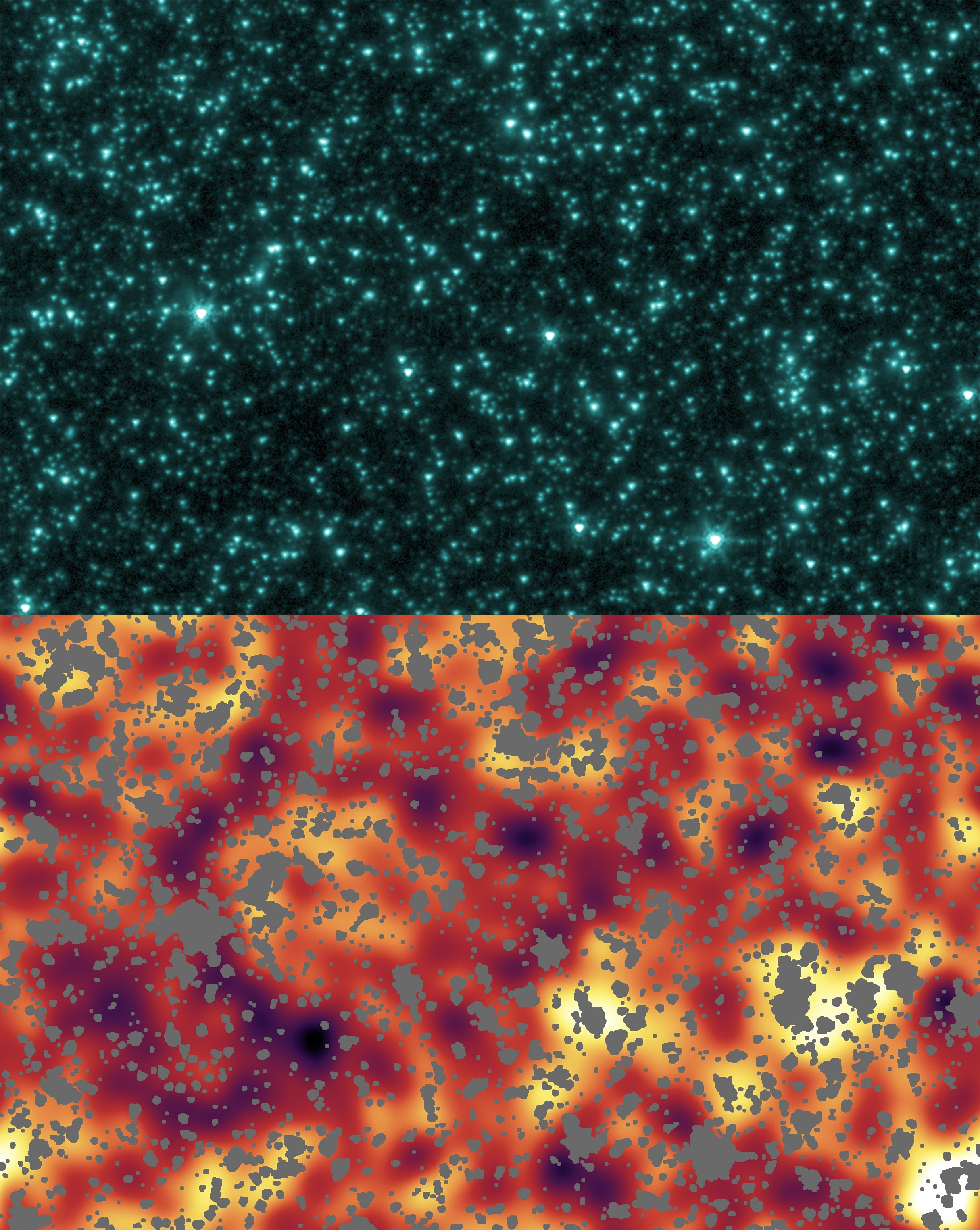
허블 딥 필드를 관측한 스피처 우주 망원경의 이미지에서는 상단 부분에 전경의 천체들이, 하단 부분에 전경 천체들을 제거한 배경이 드러난다.

라이먼 브레이크 은하 등 매우 높은 적색편이를 보이는 허블 딥 필드의 천체들은 가시광선으로는 관측되지 않으며, 적외선이나 서브밀리미터파 대역의 관측을 통해서 탐지된다. 적외선 우주 관측소(ISO)의 관측 결과에서는 광학 영상에서 보이는 13개의 은하에서 적외선 방출이 감지되었는데, 이는 격렬한 별의 형성과 관련된 다량의 먼지 때문으로 해석되었다. 스피처 우주 망원경으로도 적외선 관측이 이루어졌다. 서브밀리미터파 대역의 관측은 제임스 클러크 맥스웰 망원경의 SCUBA 기기를 통해 수행되었으며, 초기에는 해상도가 매우 낮은 상태에서 5개의 광원이 탐지되었다. 또한 하와이에 위치한 스바루 망원경을 이용한 관측도 이루어졌다.
찬드라 엑스선 천문대를 통한 X선 관측에서는 HDF에서 6개의 광원이 확인되었는데, 이들은 각각 세 개의 타원은하, 하나의 나선은하, 하나의 활동은하핵, 그리고 푸른 빛의 방출이 먼지에 의해 흡수된 것으로 보이는 먼 은하(극도로 붉은 천체)로 추정된다.
지상에서는 장기선 간섭계(VLA)를 이용해 전파대역에서의 딥 필드를 관측하였다. 이를 통해 7개의 전파 광원이 확인되었으며, 모두 광학 영상에서 보이는 은하와 일치하였다. 이 외에도 웨스터보크 합성 전파 망원경과 MERLIN 전파 망원경 배열을 이용한 1.4GHz 주파수 대역의 관측이 이루어졌다. VLA와 MERLIN의 데이터를 결합해 3.5cm와 20cm 파장에서 작성된 지도에서는 허블 딥 필드에서 16개의 전파 광원이, 그리고 주변 영역에서는 훨씬 더 많은 수의 광원이 확인되었다. 유럽 VLBI 네트워크는 1.6GHz 대역에서 HDF 내 일부 개별 천체들을 허블 망원경보다 높은 해상도로 관측하였다.

## 허블 우주 망원경의 후속 관측
1998년에는 남천구에 위치한 허블 딥 필드의 대응 영역인 허블 딥 필드 사우스(HDF-S)를 관측했다. HDF-S의 관측은 기존의 허블 딥 필드와 유사한 전략을 바탕으로 이루어졌으며, 결과적으로 매우 유사하게 구성되었음이 드러났다. 이는 우주가 가장 큰 규모에서는 균질하다는 우주론적 원리를 지지하는 증거로 여겨진다. HDF-S 관측에는 1997년에 허블 우주 망원경에 설치된 우주 망원경 영상 분광기(STIS)와 근적외선 카메라 및 다중 천체 분광기(NICMOS)가 사용되었다. 원래의 허블 딥 필드 영역은 이후에도 여러 차례 재관측되었으며, WFPC2는 물론 NICMOS와 STIS를 활용한 후속 관측이 이루어졌다. 이러한 두 시기의 관측을 비교함으로써 여러 초신성 폭발이 확인되었다.
민감도는 다소 낮지만 보다 넓은 영역에 대한 관측이 21세기에 ‘거대 관측소 기원 딥 서베이(Great Observatories Origins Deep Survey, GOODS)’의 일환으로 수행되었으며, 이 중 일부 영역은 더 긴 노출로 관측되어 한때 가장 구체적인 딥 필드 이미지였던 허블 울트라 딥 필드가 제작되었다. 이후 2012년에는 허블 익스트림 딥 필드(Hubble eXtreme Deep Field, XDF)가 완성되어 같은 해 9월 26일 다수의 언론에 공개되었다. XDF에서 촬영된 영상에는 빅뱅 직후 약 5억 년 이내에 형성된 것으로 추정되는 은하들이 포함되어 있다.

## 같이 보기
- 허블 울트라 딥 필드
- 허블 딥 필드 사우스
  - A1689-zD1
  - IOK-1

## 참고 문헌
- Abraham, R.G.;  외. (1996). “The Morphologies of Distant Galaxies. II. Classifications from the Hubble Space Telescope Medium Deep Survey” (PDF). 《Astrophysical Journal Supplement》 107: 1–17. Bibcode:1996ApJS..107....1A. doi:10.1086/192352. hdl:10183/109045.
- Alcock, C.;  외. (1992).  A.V. Fillipenko, 편집. 《The search for massive compact halo objects with a (semi) robotic telescope》. 103rd Annual Meeting of the Astronomical Society of the Pacific. 《Robotic telescopes in the 1990s》 34. 193–202쪽. Bibcode:1992ASPC...34..193A. ISBN 0-937707-53-8.
- Beckwith, S.V.;  외. (2006). “The Hubble Ultra Deep Field”. 《The Astronomical Journal》 132 (5): 1729–1755. arXiv:astro-ph/0607632. Bibcode:2006AJ....132.1729B. doi:10.1086/507302. S2CID 119504137.
- Casertano, S.;  외. (2000). “WFPC2 Observations of the Hubble Deep Field South”. 《The Astronomical Journal》 120 (6): 2747–2824. arXiv:astro-ph/0010245. Bibcode:2000AJ....120.2747C. doi:10.1086/316851. S2CID 119058107.
- Connolly, A.J.;  외. (1997). “The evolution of the global star formation history as measured from the Hubble Deep Field”. 《Astrophysical Journal Letters》 486 (1): L11–L14. arXiv:astro-ph/9706255. Bibcode:1997ApJ...486L..11C. doi:10.1086/310829. S2CID 6869133.
- Ferguson, H.C. (2000a).  N. Manset; C. Veillet; D. Crabtree, 편집. 《The Hubble Deep Fields》. Astronomical Data Analysis Software and Systems IX. 《ASP Conference Proceedings》 216 (Astronomical Society of the Pacific). 395쪽. ISBN 1-58381-047-1.
- Ferguson, H.C.; Dickinson, Mark; Williams, Robert (2000b). “The Hubble Deep Fields”. 《Annual Review of Astronomy and Astrophysics》 38 (1): 667–715. arXiv:astro-ph/0004319. Bibcode:2000ARA&A..38..667F. doi:10.1146/annurev.astro.38.1.667. S2CID 20107441.
- Ferguson, H.C. (1998). “The Hubble deep field”. 《Reviews in Modern Astronomy》 11: 83–115. Bibcode:1998RvMA...11...83F.
- Flynn, C.; Gould, A.; Bahcall, J. N. (1996). “Hubble Deep Field Constraint on Baryonic Dark Matter”. 《Astrophysical Journal Letters》 466 (2): L55–L58. arXiv:astro-ph/9603035. Bibcode:1996ApJ...466L..55F. doi:10.1086/310174. S2CID 15891406.
- Schilizzi, M.A.;  외. (2000). “WSRT observations of the Hubble Deep Field region”. 《Astronomy and Astrophysics》 361: L41–L44. arXiv:astro-ph/0008509. Bibcode:2000A&A...361L..41G.
- Garrett, M.A.;  외. (2001). “AGN and starbursts at high redshift: High resolution EVN radio observations of the Hubble Deep Field”. 《Astronomy and Astrophysics》 366 (2): L5–L8. arXiv:astro-ph/0102037. Bibcode:2001A&A...366L...5G. doi:10.1051/0004-6361:20000537. S2CID 14344612.
- Hansen, B.M.S. (1998).  J Paul; T Montmerle; E Aubourg, 편집. 《Observational signatures of old white dwarfs》. 19th Texas Symposium on Relativistic Astrophysics. arXiv:astro-ph/9808273. Bibcode:1998astro.ph..8273H.; also published in Nature 394: 860 Bibcode: 1998Natur.394..860H.
- Hornschemeier, A.E.;  외. (2000). “X-Ray sources in the Hubble Deep Field detected by Chandra”. 《The Astrophysical Journal》 541 (1): 49–53. arXiv:astro-ph/0004260. Bibcode:2000ApJ...541...49H. doi:10.1086/309431. S2CID 119409090.
- Richards, E.A.;  외. (1998). “Radio Emission from Galaxies in the Hubble Deep Field”. 《The Astronomical Journal》 116 (3): 1039–1054. arXiv:astro-ph/9803343. Bibcode:1998AJ....116.1039R. doi:10.1086/300489. S2CID 15644905.
- Gonzalez-Serrano, M.;  외. (1997). “Observations of the Hubble Deep Field with the Infrared Space Observatory – V. Spectral energy distributions, starburst models and star formation history”. 《Monthly Notices of the Royal Astronomical Society》 289 (2): 490–496. arXiv:astro-ph/9707030. Bibcode:1997MNRAS.289..490R. doi:10.1093/mnras/289.2.490.
- Trauger, J.T.;  외. (1994). “The on-orbit performance of WFPC2” (PDF). 《Astrophysical Journal Letters》 435 (1): L3–L6. Bibcode:1994ApJ...435L...3T. doi:10.1086/187580.
- Trimble, V. (1987). “Existence and nature of dark matter in the universe” (PDF). 《Annual Review of Astronomy and Astrophysics》 25 (1): 425–472. Bibcode:1987ARA&A..25..425T. doi:10.1146/annurev.aa.25.090187.002233. S2CID 123199266.
- Williams, R.E.;  외. (1996). “The Hubble Deep Field: Observations, Data Reduction, and Galaxy Photometry”. 《The Astronomical Journal》 112: 1335–1389. arXiv:astro-ph/9607174. Bibcode:1996AJ....112.1335W. doi:10.1086/118105. S2CID 17310815.
- Williams, R.E.;  외. (2000). “The Hubble Deep Field South: Formulation of the Observing Campaign”. 《The Astronomical Journal》 120 (6): 2735–2746. Bibcode:2000AJ....120.2735W. doi:10.1086/316854.